# Panargenkamm
Panargenkamm är en bergskedja i Österrike. Den ligger i förbundslandet Tyrolen, i den centrala delen av landet. Den högsta toppen är Keeseck, 3 173 meter över havet.